# Foot Ball Club Matera 1969-1970
Questa voce raccoglie le informazioni riguardanti il Foot Ball Club Matera nelle competizioni ufficiali della stagione 1969-1970.

## Rosa
| N. |                   | Ruolo | Calciatore         |
| -- | ----------------- | ----- | ------------------ |
| -  | Italia (bandiera) | P     | Vincenzo Antezza   |
| -  | Italia (bandiera) | P     | Alberto Bertonelli |
| -  | Italia (bandiera) | P     | Emanuele Quadrello |
| -  | Italia (bandiera) | D     | Franco Basile      |
| -  | Italia (bandiera) | D     | Giuseppe Campagna  |
| -  | Italia (bandiera) |       | Diomede            |
| -  | Italia (bandiera) | D     | Piero Favoriti     |
| -  | Italia (bandiera) | D     | Alberto Gambi      |
| -  | Italia (bandiera) | D     | Nicola Loprieno    |
| -  | Italia (bandiera) | D     | Danilo Mayer       |

| N. |                   | Ruolo | Calciatore          |
| -- | ----------------- | ----- | ------------------- |
| -  | Italia (bandiera) | D     | Gino Vecchi         |
| -  | Italia (bandiera) | D     | Nicola Venezia      |
| -  | Italia (bandiera) | C     | Antonio Buccione    |
| -  | Italia (bandiera) | C     | Giuseppe Galati     |
| -  | Italia (bandiera) | C     | Diego Giannattasio  |
| -  | Italia (bandiera) | A     | Domenico Bellacicco |
| -  | Italia (bandiera) | A     | Aldo Busilacchi     |
| -  | Italia (bandiera) | A     | Procolo Jancarelli  |
| -  | Italia (bandiera) | A     | Giovanni Picat Re   |
| -  | Italia (bandiera) | A     | Fernando Veneranda  |

## Risultati

### Girone di andata
| 1ª giornata | Chieti | 0 – 0 | Matera |  |

| 2ª giornata | Matera | 0 – 0 | Salernitana |  |

| 3ª giornata | Lecce | 1 – 0 | Matera |  |

| 4ª giornata | Matera | 2 – 1 | Pescara |  |

| 5ª giornata | Casertana | 1 – 1 | Matera |  |

| 6ª giornata | Matera | 0 – 0 | Cosenza |  |

| 7ª giornata | Matera | 0 – 0 | Avellino |  |

| 8ª giornata | Trapani | 0 – 1 | Matera |  |

| 9ª giornata | Massiminiana | 2 – 0 | Matera |  |

| 10ª giornata | Matera | 1 – 0 | Sorrento |  |

| 11ª giornata | Crotone | 0 – 0 | Matera |  |

| 12ª giornata | Pro Vasto | 1 – 1 | Matera |  |

| 13ª giornata | Matera | 1 – 2 | Brindisi |  |

| 14ª giornata | Internapoli | 1 – 0 | Matera |  |

| 15ª giornata | Matera | 1 – 1 | Potenza |  |

| 16ª giornata | Matera | 1 – 0 | Barletta |  |

| 17ª giornata | Messina | 0 – 0 | Matera |  |

| 18ª giornata | Matera | 2 – 0 | Acquapozzillo |  |

| 19ª giornata | Latina | 0 – 0 | Matera |  |

### Girone di ritorno
| 20ª giornata | Matera | 3 – 0 | Chieti |  |

| 21ª giornata | Salernitana | 1 – 0 | Matera |  |

| 22ª giornata | Matera | 1 – 0 | Lecce |  |

| 23ª giornata | Pescara | 0 – 0 | Matera |  |

| 24ª giornata | Matera | 2 – 0 | Casertana |  |

| 25ª giornata | Cosenza | 1 – 1 | Matera |  |

| 26ª giornata | Avellino | 0 – 0 | Matera |  |

| 27ª giornata | Matera | 1 – 1 | Trapani |  |

| 28ª giornata | Matera | 3 – 1 | Massiminiana |  |

| 29ª giornata | Sorrento | 0 – 0 | Matera |  |

| 30ª giornata | Matera | 1 – 0 | Crotone |  |

| 31ª giornata | Matera | 5 – 1 | Pro Vasto |  |

| 32ª giornata | Brindisi | 1 – 0 | Matera |  |

| 33ª giornata | Matera | 1 – 1 | Internapoli |  |

| 34ª giornata | Potenza | 0 – 0 | Matera |  |

| 35ª giornata | Barletta | 2 – 0 | Matera |  |

| 36ª giornata | Matera | 0 – 0 | Messina |  |

| 37ª giornata | Acquapozzillo | 2 – 0 | Matera |  |

| 38ª giornata | Matera | 0 – 1 | Latina |  |

## Statistiche

### Statistiche di squadra
| Competizione | Punti | Totale | Totale | Totale | Totale | Totale | Totale |
| Competizione | Punti | G      | V      | N      | P      | Gf     | Gs     |
| ------------ | ----- | ------ | ------ | ------ | ------ | ------ | ------ |
| Serie C      | 40    | 38     | 11     | 18     | 9      | 29     | 21     |

### Statistiche dei giocatori
| Giocatore       | Campionato | Campionato |
| Giocatore       | Pres       | Gol        |
| --------------- | ---------- | ---------- |
| V. Antezza      | 1          |            |
| F. Basile       | 1          | 0          |
| D. Bellacicco   | 4          | 0          |
| A. Bertonelli   | 21         |            |
| A. Buccione     | 37         | 0          |
| A. Busilacchi   | 34         | 14         |
| G. Campagna     | 3          | 0          |
| Diomede         | 1          | 0          |
| P. Favoriti     | 18         | 0          |
| G. Galati       | 38         | 2          |
| A. Gambi        | 38         | 0          |
| D. Giannattasio | 37         | 0          |
| P. Jancarelli   | 14         | 2          |
| N. Loprieno     | 37         | 0          |
| D. Mayer        | 37         | 0          |
| G. Picat Re     | 33         | 6          |
| E. Quadrello    | 19         |            |
| G. Vecchi       | 38         | 0          |
| F. Veneranda    | 28         | 5          |
| N. Venezia      | 2          | 0          |